# Ladies Open Lugano 2019 - Qualificazioni singolare
Le qualificazioni del singolare del Ladies Open Lugano 2019 sono state un torneo di tennis preliminare per accedere alla fase finale della manifestazione. Le vincitrici dell'ultimo turno sono entrate di diritto nel tabellone principale. In caso di ritiro di una o più giocatrici aventi diritto a queste sono subentrati le lucky loser, ossia le giocatrici che hanno perso nell'ultimo turno ma che avevano una classifica più alta rispetto alle altre partecipanti che avevano comunque perso nel turno finale.

## Teste di serie
1. Tereza Smitková (spostata nel tabellone principale)
2. Paula Badosa Gibert (ultimo turno, ritirata)
3. Tamara Korpatsch (spostata nel tabellone principale)
4. Viktoriya Tomova (primo turno)
5. Ekaterine Gorgodze (primo turno)
6. Tereza Martincová (ultimo turno)

1. Liudmila Samsonova (primo turno)
2. Katarina Zavatska (qualificata)
3. Kathinka von Deichmann (primo turno)
4. Antonia Lottner (qualificata)
5. Magdalena Fręch (qualificata)
6. Rebecca Šramková (primo turno)

## Qualificate
1. Clara Tauson
2. Katarina Zavatska
3. Giulia Gatto-Monticone

1. Antonia Lottner
2. Magdalena Fręch
3. Réka Luca Jani

## Tabellone

### Legenda
| - Q = Qualificato - WC = Wild card - LL = Lucky loser | - ALT = Alternate - SE = Special Exempt - PR = Protected Ranking | - w/o = Walkover - r = Ritirato - d = Squalificato |

### Sezione 1
|  | Primo turno | Primo turno      | Primo turno      | Primo turno | Primo turno |  |  | Ultimo turno | Ultimo turno  | Ultimo turno  | Ultimo turno | Ultimo turno |  |
|  |             |                  |                  |             |             |  |  |              |               |               |              |              |  |
|  | Alt         | Cornelia Lister  | Cornelia Lister  | 1           | 4           |  |  |              |               |               |              |              |  |
|  |             | Tereza Mrdeža    | Tereza Mrdeža    | 6           | 6           |  |  |              | Tereza Mrdeža | Tereza Mrdeža | 3            | 3            |  |
|  | WC          | Clara Tauson     | Clara Tauson     | 6           | 6           |  |  | WC           | Clara Tauson  | Clara Tauson  | 6            | 6            |  |
|  | 12          | Rebecca Šramková | Rebecca Šramková | 1           | 2           |  |  |              |               |               |              |              |  |

### Sezione 2
|  | Primo turno | Primo turno         | Primo turno         | Primo turno | Primo turno |  |  | Ultimo turno | Ultimo turno        | Ultimo turno | Ultimo turno | Ultimo turno |  |
|  |             |                     |                     |             |             |  |  |              |                     |              |              |              |  |
|  | 2           | Paula Badosa Gibert | Paula Badosa Gibert | 6           | 6           |  |  |              |                     |              |              |              |  |
|  |             | Anastasia Zarycká   | Anastasia Zarycká   | 2           | 3           |  |  | 2            | Paula Badosa Gibert | 5            | 0            | r            |  |
|  | WC          | Tess Sugnaux        | Tess Sugnaux        | 0           | 0           |  |  | 8            | Katarina Zavatska   | 7            | 3            |              |  |
|  | 8           | Katarina Zavatska   | Katarina Zavatska   | 6           | 6           |  |  |              |                     |              |              |              |  |

### Sezione 3
|  | Primo turno | Primo turno            | Primo turno            | Primo turno | Primo turno |  |  | Ultimo turno | Ultimo turno           | Ultimo turno           | Ultimo turno | Ultimo turno |  |
|  |             |                        |                        |             |             |  |  |              |                        |                        |              |              |  |
|  | Alt         | Ekaterina Yashina      | 6                      | 65          | 0           |  |  |              |                        |                        |              |              |  |
|  | WC          | Fiona Ganz             | 2                      | 7           | 6           |  |  | WC           | Fiona Ganz             | Fiona Ganz             | 2            | 2            |  |
|  |             | Giulia Gatto-Monticone | Giulia Gatto-Monticone | 6           | 6           |  |  |              | Giulia Gatto-Monticone | Giulia Gatto-Monticone | 6            | 6            |  |
|  | 9           | Kathinka von Deichmann | Kathinka von Deichmann | 4           | 4           |  |  |              |                        |                        |              |              |  |

### Sezione 4
|  | Primo turno | Primo turno      | Primo turno      | Primo turno | Primo turno |  |  | Ultimo turno | Ultimo turno    | Ultimo turno | Ultimo turno | Ultimo turno |  |
|  |             |                  |                  |             |             |  |  |              |                 |              |              |              |  |
|  | 4           | Viktoriya Tomova | Viktoriya Tomova | 0           | 2           |  |  |              |                 |              |              |              |  |
|  |             | Barbara Haas     | Barbara Haas     | 6           | 6           |  |  |              | Barbara Haas    | 7            | 4            | 4            |  |
|  | WC          | Leonie Küng      | Leonie Küng      | 0           | 1           |  |  | 10           | Antonia Lottner | 64           | 6            | 6            |  |
|  | 10          | Antonia Lottner  | Antonia Lottner  | 6           | 6           |  |  |              |                 |              |              |              |  |

### Sezione 5
|  | Primo turno | Primo turno         | Primo turno     | Primo turno | Primo turno |  |  | Ultimo turno | Ultimo turno        | Ultimo turno        | Ultimo turno | Ultimo turno |  |
|  |             |                     |                 |             |             |  |  |              |                     |                     |              |              |  |
|  | 5           | Ekaterine Gorgodze  | 4               | 6           | 3           |  |  |              |                     |                     |              |              |  |
|  |             | Martina Di Giuseppe | 6               | 2           | 6           |  |  |              | Martina Di Giuseppe | Martina Di Giuseppe | 4            | 0            |  |
|  |             | Deborah Chiesa      | Deborah Chiesa  | 4           | 4           |  |  | 11           | Magdalena Fręch     | Magdalena Fręch     | 6            | 6            |  |
|  | 11          | Magdalena Fręch     | Magdalena Fręch | 6           | 6           |  |  |              |                     |                     |              |              |  |

### Sezione 6
|  | Primo turno | Primo turno        | Primo turno        | Primo turno | Primo turno |  |  | Ultimo turno | Ultimo turno      | Ultimo turno | Ultimo turno | Ultimo turno |  |
|  |             |                    |                    |             |             |  |  |              |                   |              |              |              |  |
|  | 6           | Tereza Martincová  | 7                  | 5           | 6           |  |  |              |                   |              |              |              |  |
|  |             | Anna Bondár        | 5                  | 7           | 2           |  |  | 6            | Tereza Martincová | 6            | 0            | 5            |  |
|  |             | Réka Luca Jani     | Réka Luca Jani     | 6           | 6           |  |  |              | Réka Luca Jani    | 4            | 6            | 7            |  |
|  | 7           | Liudmila Samsonova | Liudmila Samsonova | 2           | 2           |  |  |              |                   |              |              |              |  |